# Александър Стефчов
Александър Стефчов (Стефчев) – Старото е български революционер, деец на Върховния македоно-одрински комитет.

## Биография
Александър Стефчов е роден в София и остава сирак. Работи като басист в столичен хор, пише текстове за песни. Присъединява се към ВМОК и влиза в четата на капитан Юрдан Стоянов. Заловен е след братоубийственото сражение между дейци на ВМОРО и ВМОК край Кашина. Осъден е на смърт след трибунал и присъдата му е изпълнена на 8 април 1905 година.